# Symmetriesoorten van polykubussen
Een polykubus is een 3-dimensionale, samenhangende figuur bestaande uit kubussen die een grensvlak (vierkant) gemeen hebben. Het bekendere 2-dimensionale equivalent is het polyomino. De meeste polykubussen zijn asymmetrisch, maar vele hebben een of andere symmetrie. Die symmetrie is altijd een van de 33 symmetriesoorten van de kubus. Die symmetriesoorten zijn dus ook de symmetriesoorten van polykubussen.

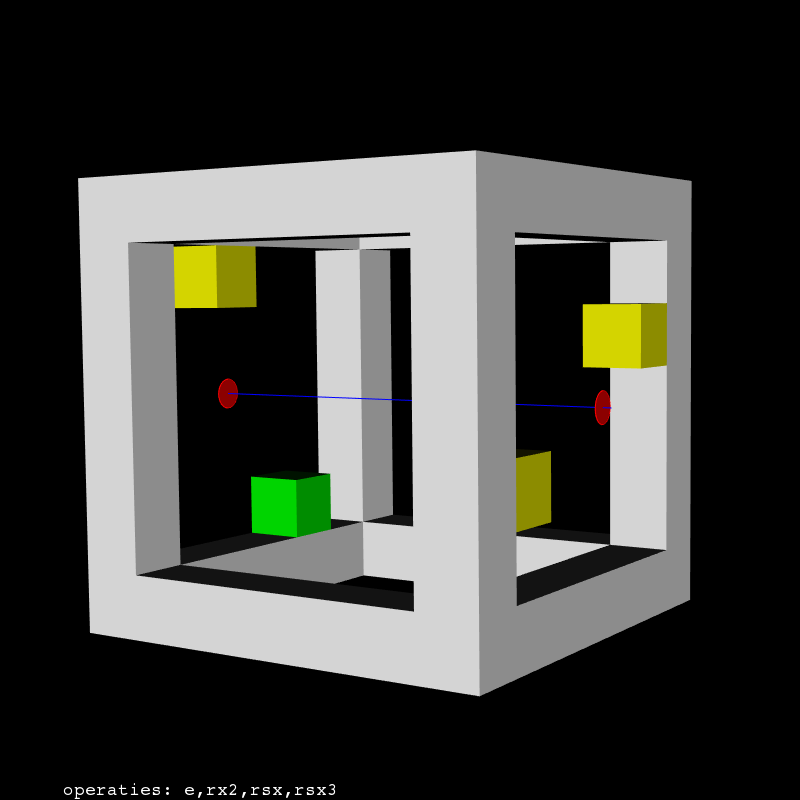
Symmetriesoort r2sxAs: Draaispiegeling over 90° t.o.v. een as (4-voudig). De kleuren moeten genegeerd worden.

## Inleiding
Over polykubussen bestaat veel Engelstalige literatuur. In het Nederlands is er betrekkelijk weinig. Er zijn tal van puzzels met polykubussen. Het aantal polykubussen bestaande uit n kubussen kan op verschillende manieren worden geteld. Een interessante eigenschap van een polykubus is de symmetrie.

### Het aantal polykubussenPn{\displaystyle P_{n}}
Het aantal polykubussen {\displaystyle P_{n}} bestaande uit n kubussen is afhankelijk van welke {\displaystyle P_{n}} als verschillend worden beschouwd. Hier worden twee {\displaystyle P_{n}}als verschillend gezien als zij niet in elkaar kunnen overgaan middels een translatie en/of een rotatie en/of een spiegeling. Dit wordt wel aangeduid met vrije polykubussen. De genoemde aantallen betreffen bovendien uitsluitend {\displaystyle P_{n}} die werkelijk 3-dimensionaal zijn. In wezen 2-dimensionale (en 1-dimensionale) polyominoes worden dus niet meegeteld.
Polykubussen kunnen ook uitsluitend als gelijk worden beschouwd als zij middels een translatie in elkaar kunnen overgaan. Dan wordt gesproken van vaste polykubussen.

#### Het aantal vrije en vaste polykubussen
| n                           | 4  | 5   | 6    | 7     | 8      | 9       | 10      | 11       |
| --------------------------- | -- | --- | ---- | ----- | ------ | ------- | ------- | -------- |
| Vrije {\displaystyle P_{n}} | 2  | 11  | 77   | 499   | 3442   | 24128   | 173428  | 1262464  |
| Vaste {\displaystyle P_{n}} | 32 | 348 | 2836 | 21225 | 154741 | 1123143 | 8185403 | 60088748 |

Het aantal vrije {\displaystyle P_{n}} is bekend tot minstens {\displaystyle n}=16. Het aantal vaste {\displaystyle P_{n}} is bekend tot minstens {\displaystyle n}=19.
Het aantal polykubussen wordt ook op andere manieren geteld. Vaak wordt spiegelsymmetrisch buiten beschouwing gelaten, met name 3-dimensionaal, maar ook 2-dimensionaal.

## De symmetriesoorten van polykubussen
De meeste {\displaystyle P_{n}} zijn asymmetrisch. Veel {\displaystyle P_{n}} hebben een of meer symmetrieën, d.w.z. dat na bepaalde operaties op de polykubus de figuur er precies hetzelfde uitziet: het beeld is niet van het origineel te onderscheiden. Deze symmetrische operaties vormen niet zo maar een verzameling. De verzameling vormt een wiskundige groep. Deze groep is een ondergroep van {\displaystyle K_{3}}, de symmetriegroep van de kubus. De ondergroep behoort tot een bepaalde klasse van geconjugeerde ondergroepen die samen de symmetriesoort van de polykubus vormen.

### De orde van een symmetriesoort
Een {\displaystyle P_{n}} is {\displaystyle m}-voudig symmetrisch als de orde van de symmetriesoort {\displaystyle m} is. Elke ondergroep in de symmetriesoort heeft diezelfde orde {\displaystyle m}, het aantal operaties in de ondergroep.

### Aantal polykubussen per symmetriesoort
| symmetriesoort               | orde | 4 | 5  | 6  | 7   | 8    | 9     | 10     | 11      | 4-11    |
| ---------------------------- | ---- | - | -- | -- | --- | ---- | ----- | ------ | ------- | ------- |
| Totaal {\displaystyle P_{n}} | 1-48 | 2 | 11 | 77 | 499 | 3442 | 24128 | 173428 | 1262464 | 1464051 |
| r1Asym                       | 1    | 0 | 4  | 46 | 394 | 3025 | 22707 | 167732 | 1241417 | 1435325 |
| r22As                        | 2    | 0 | 0  | 3  | 4   | 37   | 52    | 342    | 502     | 940     |
| r44As                        | 4    | 0 | 0  | 0  | 0   | 0    | 0     | 0      | 0       | 0       |
| r22Diag                      | 2    | 1 | 2  | 5  | 17  | 49   | 138   | 374    | 1062    | 1648    |
| r33Lich                      | 3    | 0 | 0  | 0  | 1   | 0    | 1     | 9      | 1       | 12      |
| r222As                       | 4    | 0 | 0  | 0  | 0   | 0    | 0     | 1      | 1       | 2       |
| r222DiagAs                   | 4    | 0 | 0  | 0  | 0   | 0    | 0     | 1      | 2       | 3       |
| r332LichAs                   | 12   | 0 | 0  | 0  | 0   | 0    | 0     | 0      | 0       | 0       |
| r422AsDiag                   | 8    | 0 | 0  | 0  | 0   | 0    | 0     | 0      | 0       | 0       |
| r322LichDiag                 | 6    | 0 | 0  | 0  | 0   | 0    | 0     | 1      | 0       | 1       |
| r432Alle                     | 24   | 0 | 0  | 0  | 0   | 0    | 0     | 0      | 0       | 0       |
| s11As                        | 2    | 0 | 1  | 8  | 42  | 204  | 903   | 3968   | 16926   | 22052   |
| s11Diag                      | 2    | 0 | 3  | 6  | 26  | 72   | 241   | 623    | 2028    | 2999    |
| s22As                        | 4    | 0 | 0  | 0  | 2   | 9    | 23    | 68     | 161     | 263     |
| s44As                        | 8    | 0 | 0  | 1  | 1   | 2    | 3     | 6      | 7       | 20      |
| s22Diag                      | 4    | 0 | 0  | 1  | 0   | 2    | 2     | 12     | 9       | 26      |
| s33Lich                      | 6    | 1 | 0  | 0  | 2   | 0    | 1     | 6      | 2       | 12      |
| s22DiagAs                    | 4    | 0 | 1  | 2  | 5   | 8    | 22    | 39     | 95      | 172     |
| s332LichDiag                 | 24   | 0 | 0  | 0  | 0   | 0    | 0     | 0      | 0       | 0       |
| s222As                       | 8    | 0 | 0  | 0  | 0   | 0    | 1     | 0      | 3       | 4       |
| s422As                       | 16   | 0 | 0  | 0  | 0   | 0    | 1     | 1      | 4       | 6       |
| s222DiagAs                   | 8    | 0 | 0  | 0  | 0   | 1    | 1     | 1      | 2       | 5       |
| r2s11As                      | 4    | 0 | 0  | 0  | 1   | 3    | 7     | 20     | 43      | 74      |
| r4s11As                      | 8    | 0 | 0  | 0  | 0   | 0    | 0     | 0      | 0       | 0       |
| r2s11Diag                    | 4    | 0 | 0  | 2  | 1   | 6    | 5     | 26     | 17      | 57      |
| r2s2AsDiag                   | 8    | 0 | 0  | 0  | 0   | 1    | 0     | 0      | 0       | 1       |
| r2s2DiagAs                   | 8    | 0 | 0  | 1  | 1   | 2    | 3     | 5      | 6       | 18      |
| r3s2LichAs                   | 24   | 0 | 0  | 0  | 0   | 0    | 0     | 0      | 0       | 0       |
| r2s3DiagLich                 | 12   | 0 | 0  | 1  | 0   | 0    | 0     | 0      | 0       | 1       |
| sx                           | 2    | 0 | 0  | 1  | 1   | 20   | 17    | 192    | 175     | 406     |
| r2sxAs                       | 4    | 0 | 0  | 0  | 0   | 0    | 0     | 1      | 1       | 2       |
| r3sxLich                     | 6    | 0 | 0  | 0  | 0   | 0    | 0     | 0      | 0       | 0       |
| s432Alle                     | 48   | 0 | 0  | 0  | 1   | 1    | 0     | 0      | 0       | 2       |

### Aantal polykubussen per symmetrieorde
| {\displaystyle m}-voudig | 4 | 5  | 6  | 7   | 8    | 9     | 10     | 11      | 4-11    |
| ------------------------ | - | -- | -- | --- | ---- | ----- | ------ | ------- | ------- |
| 1                        | 0 | 4  | 46 | 394 | 3025 | 22707 | 167732 | 1241417 | 1435325 |
| 2                        | 1 | 6  | 23 | 90  | 382  | 1351  | 5499   | 20693   | 28045   |
| 3                        | 0 | 0  | 0  | 1   | 0    | 1     | 9      | 1       | 12      |
| 4                        | 0 | 1  | 5  | 9   | 28   | 59    | 168    | 329     | 599     |
| 6                        | 1 | 0  | 0  | 2   | 0    | 1     | 7      | 2       | 13      |
| 8                        | 0 | 0  | 2  | 2   | 6    | 8     | 12     | 18      | 48      |
| 12                       | 0 | 0  | 1  | 0   | 0    | 0     | 0      | 0       | 1       |
| 16                       | 0 | 0  | 0  | 0   | 0    | 1     | 1      | 4       | 6       |
| 24                       | 0 | 0  | 0  | 0   | 0    | 0     | 0      | 0       | 0       |
| 48                       | 0 | 0  | 0  | 1   | 1    | 0     | 0      | 0       | 2       |
| 1-48                     | 2 | 11 | 77 | 499 | 3442 | 24128 | 173428 | 1262464 | 1464051 |

### Aantallen polykubussen zonder spiegelsymmetrie
Juist in drie dimensies worden spiegelsymmetrieën vaak buiten beschouwing gelaten. In de Online Encyclopedia of Integer Sequences (OEIS) staan meerdere reeksen met bepaalde aantallen polykubussen waarbij dit het geval is. Die aantallen komen dan uiteraard niet overeen met bovenstaande aantallen. De reeksen met aantallen polykubussen per symmetrieorde geven dus andere getallen. De enige reeks die (toevallig) overeen komt is de reeks met het aantal polykubussen dat 24-voudig symmetrisch is. Als alleen rotatiesymmetrieën worden geteld is dit de hele symmetriegroep van een kubus. Deze {\displaystyle P_{n}} zijn dus volledig symmetrisch. Aangezien het aantal bij elke {\displaystyle n} hooguit één is, zijn deze {\displaystyle P_{n}} ook spiegelsymmetrisch en de reeks is dan ook gelijk aan 48-voudig symmetrisch hierboven. De andere aantallen die in OEIS bij rotatiesymmetrieën worden gegeven zijn niet direct in verband te brengen met de hier genoemde aantallen die inclusief spiegelsymmetrie zijn.

## Alle symmetriesoorten hebben polykubussen
Het is misschien niet direct vanzelfsprekend dat elke mogelijke symmetriesoort van een polykubus inderdaad voorkomt. Toch is dat het geval.

### Bewijs
Neem een polykubus {\displaystyle P} van 7*7*7. Neem de oorsprong als middelpunt en de coördinaten van de eenheidskubussen [-3 .. 3]. Eenheidskubus {\displaystyle k}=[-3,-2,-1] ligt asymmetrisch op {\displaystyle P}. D.w.z. alle 48 symmetrische operaties op {\displaystyle P} beelden {\displaystyle k} af op een andere positie. Kleur de eenheidskubussen van {\displaystyle P} wit, alleen {\displaystyle k} en de afbeeldingen van {\displaystyle k} onder de te realiseren symmetriesoort {\displaystyle S} geel. Het aantal gele eenheidskubussen op {\displaystyle P} is dan gelijk aan de orde van {\displaystyle S}. De zo geconstrueerde {\displaystyle P} heeft symmetriesoort {\displaystyle S}. De tekening van de symmetriesoorten van de kubus hieronder is op deze manier tot stand gekomen. Ter illustratie is alleen de kleur van {\displaystyle k} niet geel maar groen.

### Tekening van de symmetriesoorten
De 33 mogelijke symmetriesoorten van een (poly)kubus, gevisualiseerd op een 7*7*7 polykubus
Ontbrekend: Volledig symmetrisch (48-voudig).

## Enkele interessante symmetriesoorten met voorbeelden
Zoals uit de tabel blijkt zijn er van een aantal symmetriesoorten geen polykubussen {\displaystyle P_{n<12}}. Enkele symmetriesoorten zijn interessant omdat er slechts weinig {\displaystyle P_{n<12}} zijn met die symmetriesoort.

### Symmetriesoort r33Lich (orde 3)
Rotatie over 120° om een lichaamsdiagonaal. Deze symmetriesoort heeft 4 ondergroepen, een voor elke lichaamsdiagonaal van een kubus. Er zijn geen {\displaystyle P_{n<7}} met deze symmetrie.

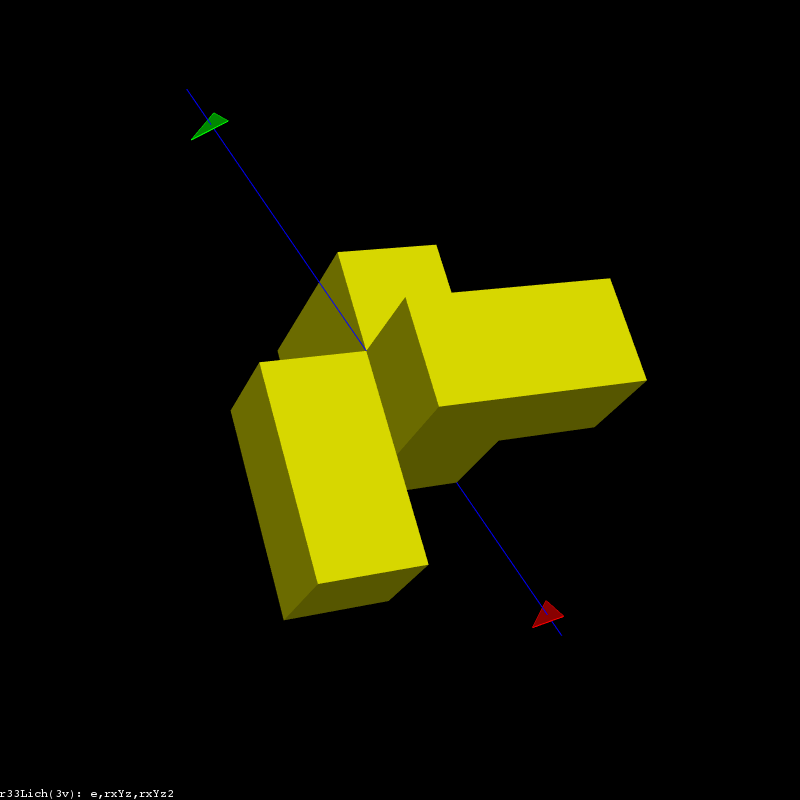
Polykubus[{\displaystyle n}=7]
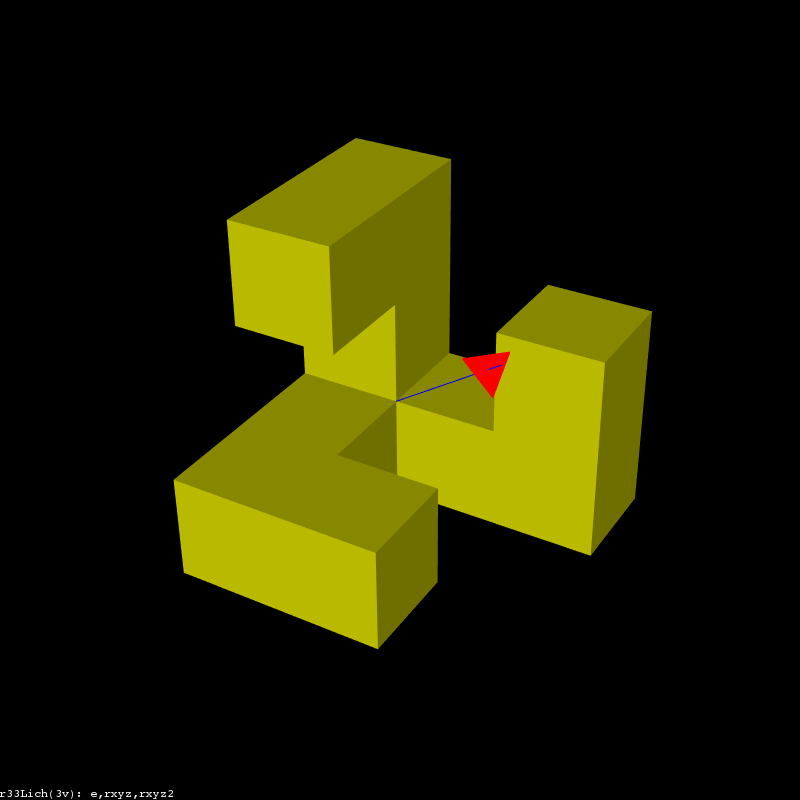
Polykubus[{\displaystyle n}=10]
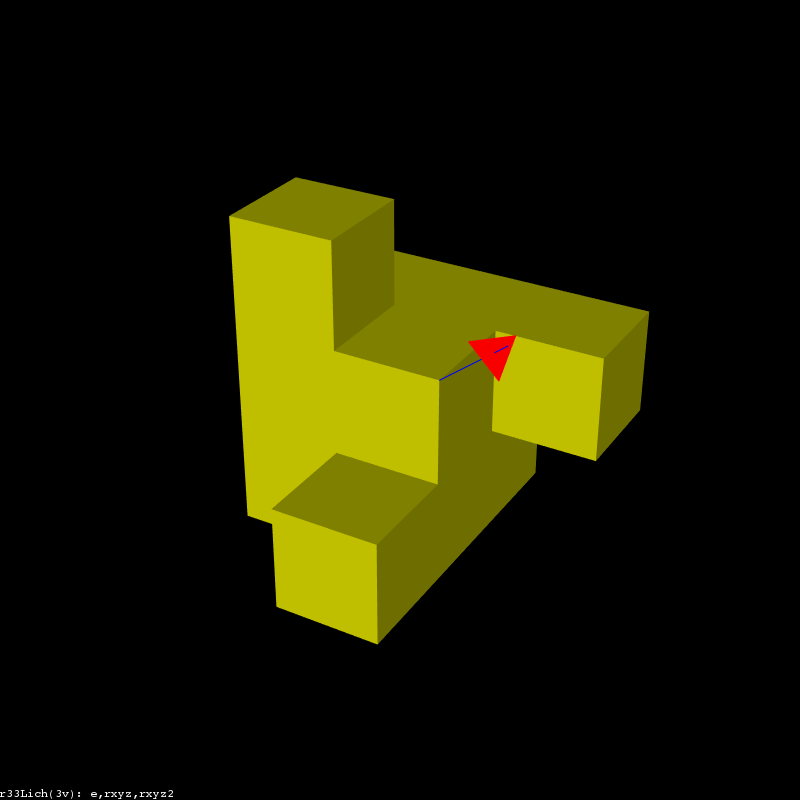
Polykubus[{\displaystyle n}=11]

Dit is de enige {\displaystyle P_{7}} met deze symmetriesoort. De symmetrische operaties zijn: rxYz, rxYz2, e.

### Symmetriesoort s422As (orde 16)
Spiegelingen t.o.v. alle coördinaatassen plus een stel diagonalen. Deze symmetriesoort heeft 3 ondergroepen, een per coördinaatas als snijlijn van vier spiegelvlakken. Er zijn geen {\displaystyle P_{n<9}} met deze symmetrie.

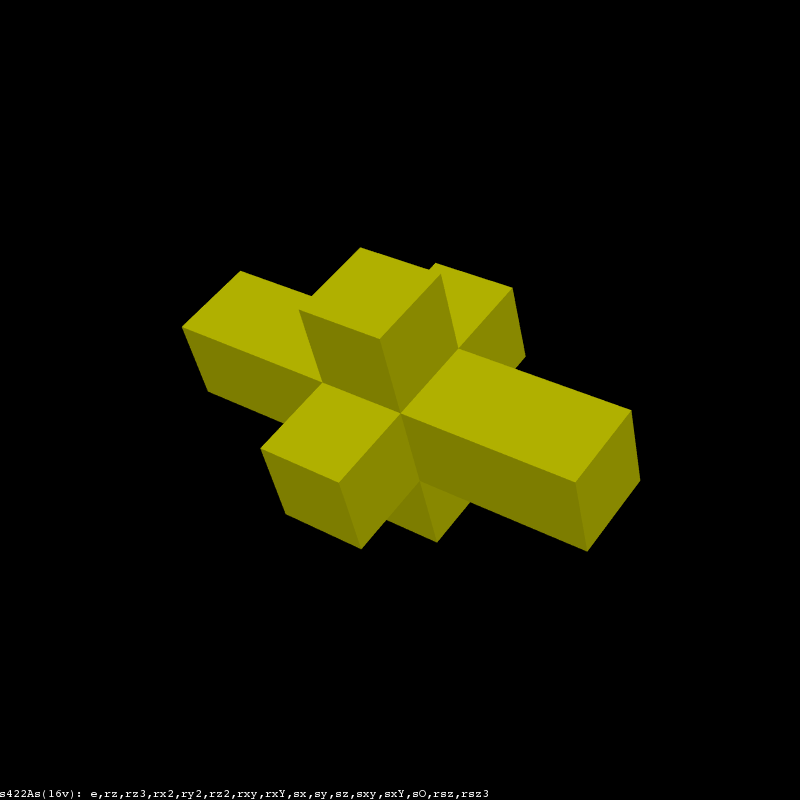
Polykubus[{\displaystyle n}=9]
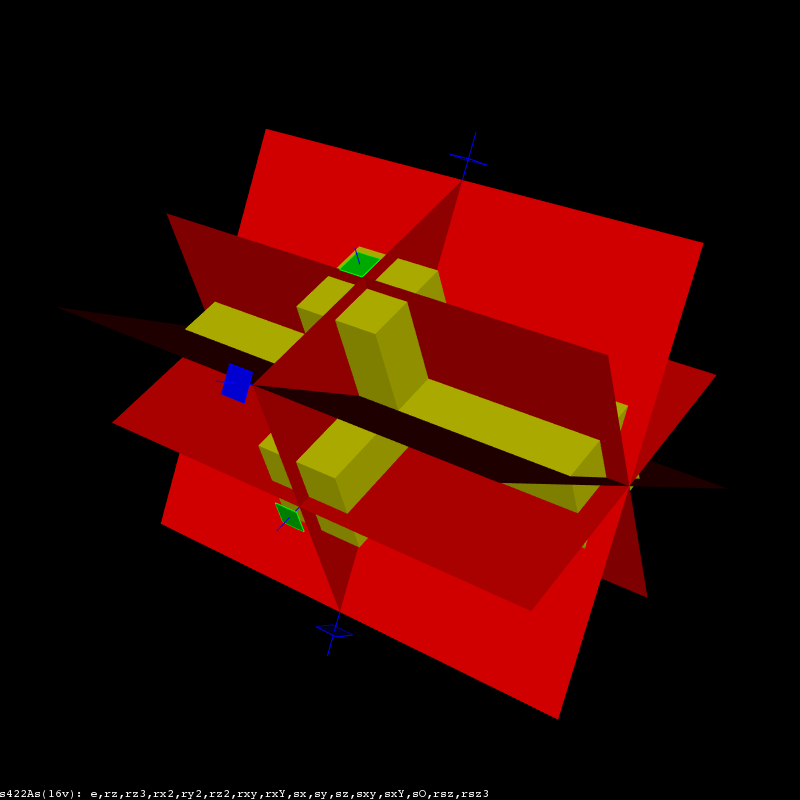
Polykubus[{\displaystyle n}=9]
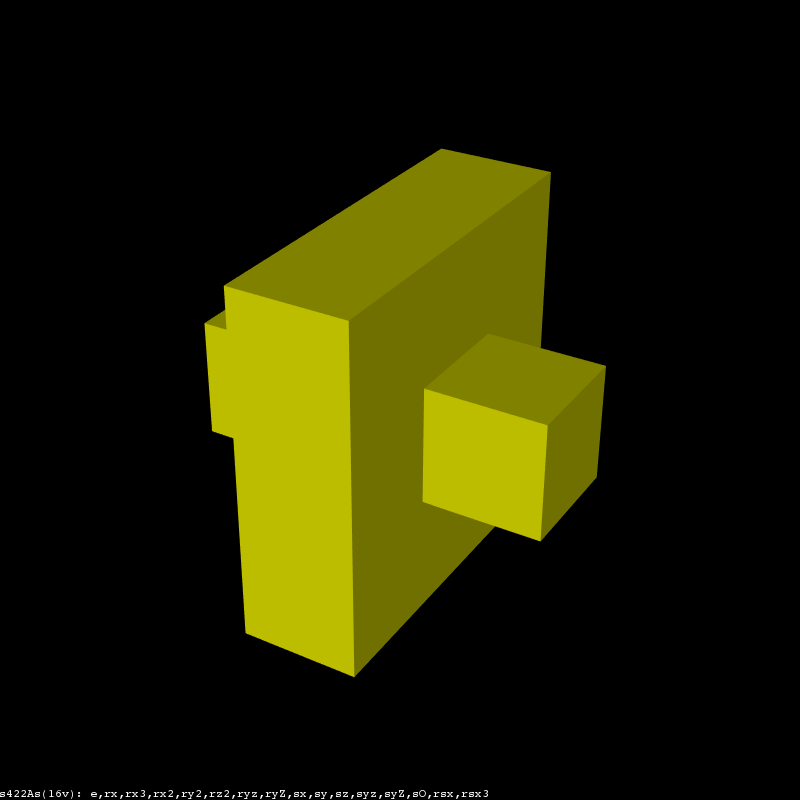
Polykubus[{\displaystyle n}=11]
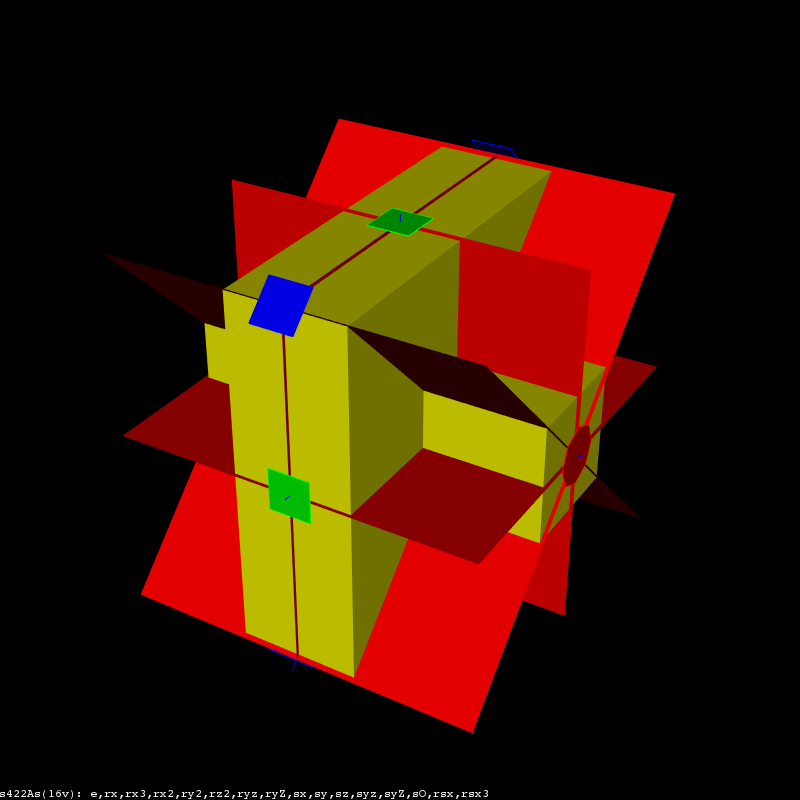
Polykubus[{\displaystyle n}=11]

Dit is de enige {\displaystyle P_{9}} met deze symmetriesoort. De symmetrische operaties zijn: rz, rz2, rz3, rx2, ry2, rxy, rxY, sx, sy, sz, sxy, sxY, sO, rsz, rsz3, e.

### Symmetriesoort r2s11As (orde 4)
Spiegeling+rotatie over 180° t.o.v. een as. Deze symmetriesoort heeft 3 ondergroepen, een per coördinaatas. Er zijn geen {\displaystyle P_{n<7}} met deze symmetrie.

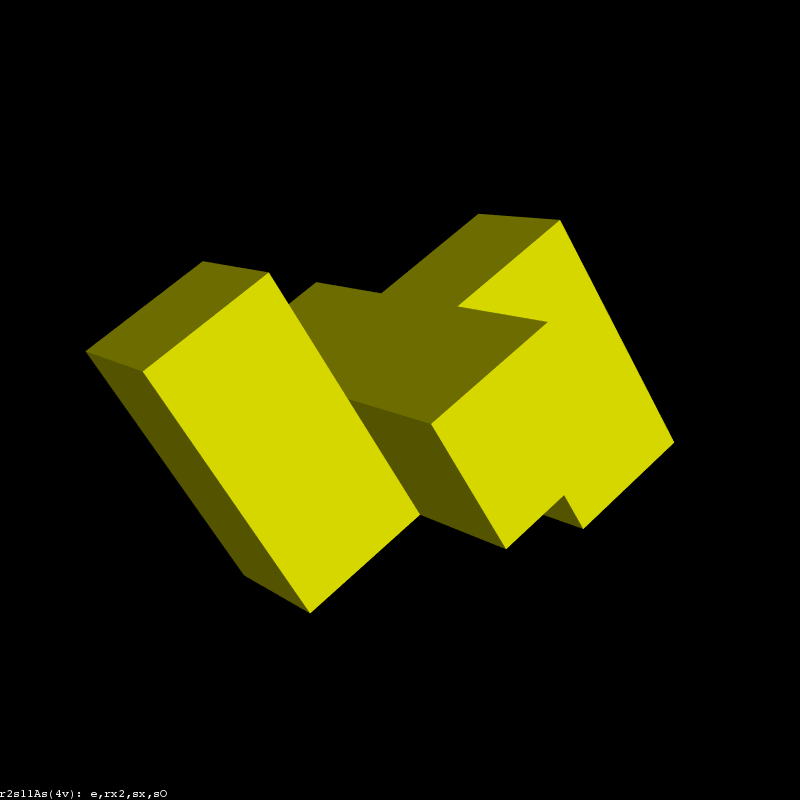
Polykubus[{\displaystyle n}=7]
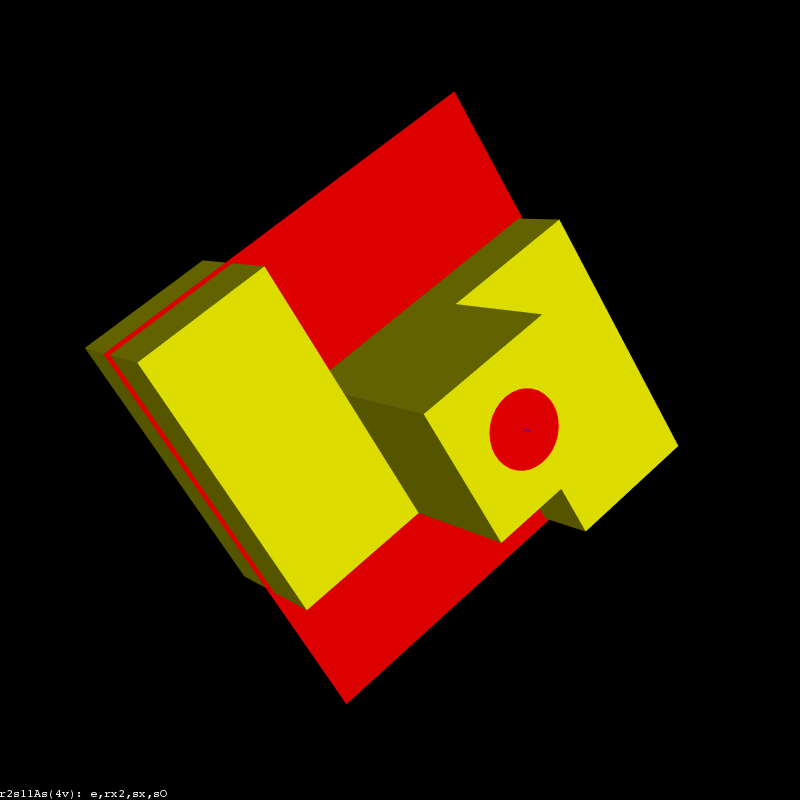
Polykubus[{\displaystyle n}=7]

Dit is de enige {\displaystyle P_{7}} met deze symmetriesoort. De symmetrische operaties zijn: rx2, sx, sO, e.

### Symmetriesoort r2s2AsDiag (orde 8)
Diagonaalspiegelingen+asrotaties over 180°. Deze symmetriesoort heeft 3 ondergroepen, een per coördinaatas als snijlijn van de spiegelvlakken.

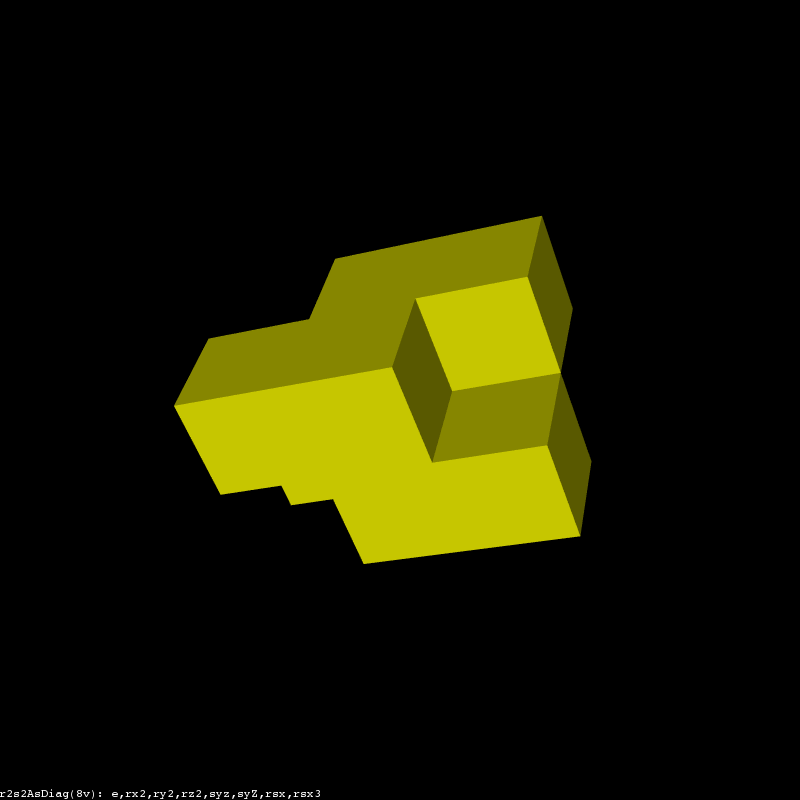
Polykubus[{\displaystyle n}=8]
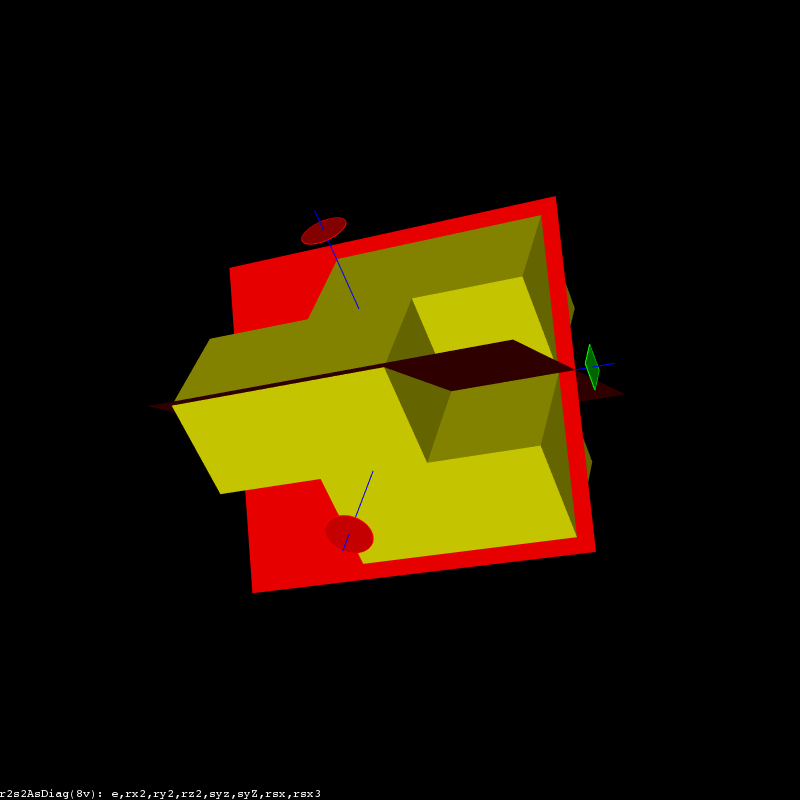
Polykubus[{\displaystyle n}=8]

Deze {\displaystyle P_{8}} is de enige {\displaystyle P_{n<12}} met deze symmetriesoort. De symmetrische operaties zijn: rx2, ry2, rz2, syz, syZ, rsx, rsx3, e.

### Symmetriesoort r2sxAs (orde 4)
Draaispiegeling over 90° t.o.v. een as. Deze symmetriesoort heeft 3 ondergroepen, een voor elke coördinaatas.

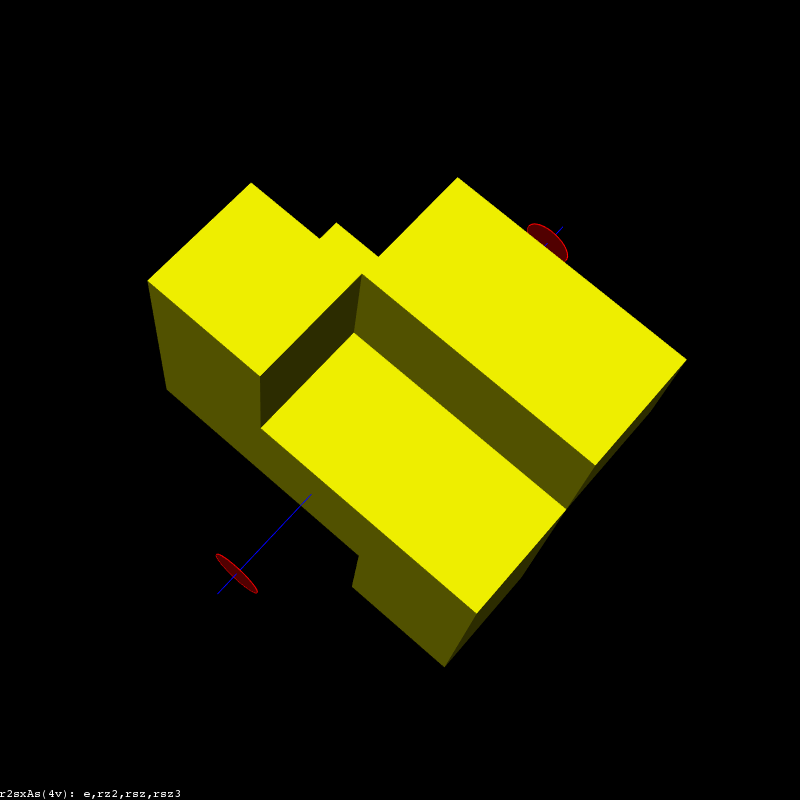
Polykubus[{\displaystyle n}=10]
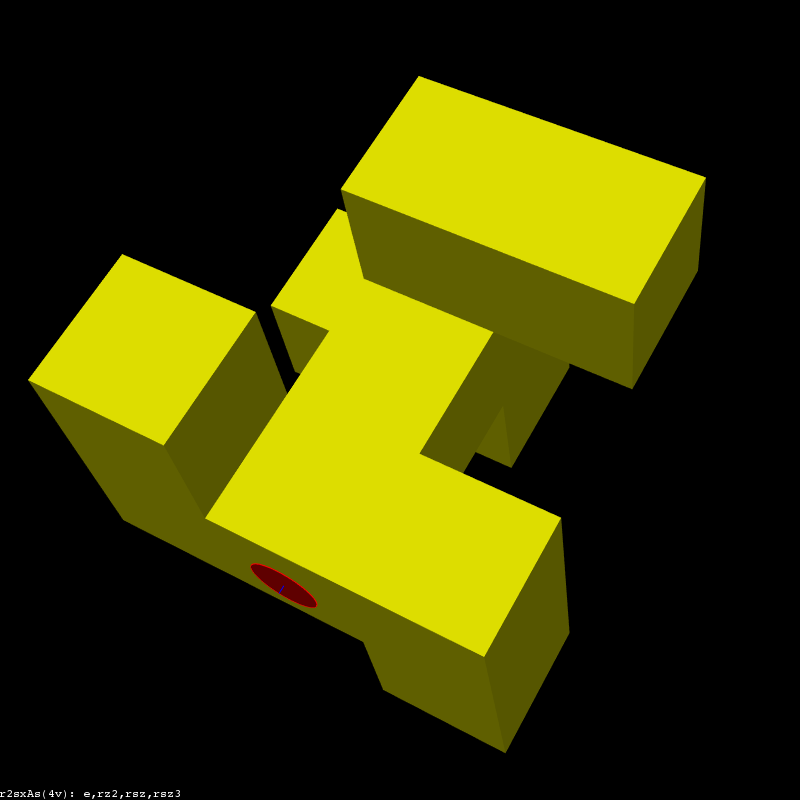
Polykubus[{\displaystyle n}=11]

De twee {\displaystyle P_{n<12}} polykubussen met deze symmetriesoort. De symmetrische operaties zijn: rsz,rz2,rsz3,e.

## Voetnoten
1. ↑  OEIS reeks: Het aantal vrije Polykubussen
2. ↑  OEIS reeks: Het aantal vaste Polykubussen
3. ↑  Lunnon 1975
4. ↑  Gong's Website
5. ↑  OEIS: aantal 24-voudig symmetrische {\displaystyle P_{n}}
6. ↑  OEIS: aantallen {\displaystyle P_{n}}